# 吉田渚經
吉田渚經（日语： Yoshida Morohe），日本漫畫家。女性。出身於京都府。大阪通信藝術專門學校畢業。
她於2004年1月首次亮相，第一間擔任責任編輯的出版社是史克威爾艾尼克斯。代表作是《狐仙的戀愛入門》。

## 作品列表

### 漫畫作品

#### 連載
- 微笑的魔法（《comic B's-LOG（日语：B's-LOG COMIC）》）—名義。
- 魔法時間（《comic B's-LOG》）—名義。
- 奇妙魔法課之魔咒上身（《comic B's-LOG》）
- 星海遊俠2 二次進化（《電擊魔王》）
- 狐仙的戀愛入門（《Young Ace》2010年8月號—2015年5月號）[5]
- 花雖艷麗（《ITAN（日语：ITAN）》2014年18號[6]—2016年30號[7]）
- （GRAND JUMP PREMIUM（日语：グランドジャンプPREMIUM）》Vol.22[8]—2015年Vol.11）
- 天誅×神曲（《GANGAN ONLINE》→《月刊少年GANGAN》2016年11月號[9]—2017年9月號）
- 廢柴女友想撒嬌（《月刊少年Magazine》2018年2月號[10]—2019年4月號）
- 朝姊（《Young Champion Live！》、《無論到哪Young Champion》）
- 我是姐姐的玩具（作畫：柚木涼太，《Young Champion（日语：ヤングチャンピオン）》2023年19號[11]—2024年24號、《Youn Cham Web（日语：ヤングチャンピオン#ヤンチャンWeb）》2025年2月26日[12]—連載中）—擔任原作。
- 白蛇的新郎（《Youn Cham Web》2024年1月25日[13]—連載中）

#### 短篇
- 《涼宮春日的憂鬱》的選集貢獻作品（原作：谷川流，《涼宮春日的祝祭 春日漫畫選集》2009年[14]）
- 選集貢獻作品（《兄控選集 -Liqueur-》Vol.2，2012年[15]）
- （《Ultra Jump》2013年3月號）
- 數學男子×戀愛女子（《GANGAN ONLINE》2014年10月2日）

### 書籍
- 《微笑的魔法》，enterbrain〈B's-LOG COMICS〉，2006年11月1日發行[16] ISBN 4-7577-3010-1
- 《魔法時間》，enterbrain〈B's-LOG COMICS〉，2007年6月1日發行[17] ISBN 978-4-7577-3588-0
- 《奇妙魔法課之魔咒上身》，enterbrain〈B's-LOG COMICS〉，2007年11月1日發行[18] ISBN 978-4-7577-3864-5
- 《星海遊俠2 二次進化》，ASCII Media Works〈電擊Comics〉2008年—2009年，全3冊
  1. 2008年10月27日發行[19] ISBN 978-4-04-867383-9
  2. 2009年4月27日發行[20] ISBN 978-4-04-867831-5
  3. 2009年11月27日發行[21] ISBN 978-4-04-868246-6
- 《狐仙的戀愛入門》，KADOKAWA（前角川書店）〈角川Comic Ace（日语：KADOKAWAの漫画レーベル#角川コミックス・エース）〉2011年—2015年，全10冊
- 《花雖艷麗》，講談社〈KCx〉2015年—2016年，全2冊
  - （上冊）2015年11月6日發行[22] ISBN 978-4-06-380816-2
  - （下冊）2016年2月5日發行[23] ISBN 978-4-06-380833-9
- ，集英社〈Young Jump Comics（日语：ヤングジャンプ コミックス）〉，2015年11月19日發行[24] ISBN 978-4-08-890264-7
- 《天誅×神曲》，史克威爾艾尼克斯〈GANGAN COMICS〉2016年，全2冊
  1. 2016年10月22日發行[25] ISBN 978-4-7575-5146-6
  2. 2016年11月22日發行[26] ISBN 978-4-7575-5152-7
- 《廢柴女友想撒嬌》，講談社〈KC Deluxe〉2018年—2019年，全2冊
  1. 2018年7月17日發行[27][28] ISBN 978-4-06-512211-2
  2. 2019年4月17日發行[29] ISBN 978-4-06-513922-6
- 《朝姊》，秋田書店〈Young Champion Comics（日语：ヤングチャンピオン）〉2020年—2023年，全7冊
  1. 2020年5月20日發行[30][31] ISBN 978-4-253-30041-4
  2. 2020年11月20日發行[32] ISBN 978-4-253-30042-1
  3. 2021年3月18日發行[33] ISBN 978-4-253-30043-8
  4. 2021年10月20日發行[34] ISBN 978-4-253-30044-5
  5. 2022年5月19日發行[35] ISBN 978-4-253-30045-2
  6. 2023年2月20日發行[36] ISBN 978-4-253-30046-9
  7. 2023年8月18日發行[37] ISBN 978-4-253-30047-6
- 《我是姐姐的玩具》，作畫：柚木涼太，秋田書店〈Young Champion Comics〉2024年—，已出版2冊（截至2025年2月19日）
- 《白蛇的新郎》，秋田書店〈少年Champion Comics（日语：少年チャンピオン・コミックス）〉2024年—，已出版2冊（截至2024年11月8日）
  1. 2024年5月8日發行[38][39] ISBN 978-4-253-29611-3
  2. 2024年11月8日發行[40] ISBN 978-4-253-29612-0

### 其它
- 我的朋友很少 官方選集漫畫3（選集漫畫，2013年）頁首插圖[41]
- （2013年）插圖[42]
- 刀劍亂舞 -ONLINE- 選集漫畫 ～刀劍男士幕間劇～（選集漫畫，2015年）插圖[43]
- KING OF PRISM by PrettyRhythm 漫畫選集（選集漫畫，2016年）插圖[44]
- 刀劍亂舞 -ONLINE- 選集漫畫 ～刀劍男士奮迅～（選集漫畫，2018年）插圖[45]
- 〈古籍研究社〉系列（《野性時代（日语：小説 野性時代）》56號）
- 週刊漫畫日本史（日语：週刊マンガ日本史） 第62號 本居宣長[46]

## 其它活動
- 東日本大震災慈善同人誌「pray for Japan（日语：東日本大震災チャリティ同人誌「pray for Japan」）」捐助[47]。
- Moe Birthday 2014 撰稿[48]
- 動畫《抓狂徵信社（日语：ストレンジ・プラス）》 第4話片尾插圖
- 金子有希原案廣播劇CD插圖提供[49]

## 外部連結
- ，存于 （日語）—吉田渚經的官方個人部落格。
- 吉田渚經的X（前Twitter） （日語）